# Ausbesserungswerk
Ausbesserungswerke (AW) dienen der Erhaltung von Schienenfahrzeugen oder deren Komponenten. Im Gegensatz zu Bahnbetriebswerken, die alltägliche, kleinere Arbeiten vor allem für die Gewährleistung der unmittelbaren Betriebsbereitschaft und Unterhaltungsarbeiten übernehmen, sind Ausbesserungswerke auf größere Reparaturen, Hauptuntersuchungen und die Aufarbeitung von Tauschteilen spezialisiert. Ferner erfolgen Umbauten und Modernisierungen von Fahrzeugen sowie in Einzelfällen der Neubau von Schienenfahrzeugen. Neben der Erhaltung der Fahrzeuge übernehmen manche Ausbesserungswerke auch das Anfertigen von Weichen, den Bau von Signalbrücken, Bahnsteigdächern und ähnlichen Stahlbauten. Je nach Spezialisierung der Ausbesserungswerke spricht man auch von Reisezugwagenwerken (Erhaltung von Personenwagen), Güterwagenwerken (Erhaltung von Güterwagen) und Weichenwerken (Herstellung und Aufarbeitung von Weichen).

## Geschichte
Je nach Region, Bahngesellschaft und historischem Kontext wurden Ausbesserungswerke auch mit anderen Begriffen bezeichnet. Vor allem in den ersten Jahrzehnten des Eisenbahnwesens war der Begriff Centralwerkstätte gebräuchlich. In Österreich und bei vielen Privatbahnen wird von Hauptwerkstätten gesprochen. Die DB AG verwendet den Begriff Werk. Die Deutsche Reichsbahn führte 1924 den Begriff Eisenbahnausbesserungswerk (EAW) sowie 1927 Reichsbahnausbesserungswerk (Raw/RAW) ein. Dieser Begriff wurde von der Deutschen Reichsbahn bis 1993 verwendet. Einige Ausbesserungswerke in der DDR waren an schwerer, verordneter Zwangsarbeit von Gefangenen beteiligt.

## Bauwerke und technische Anlagen

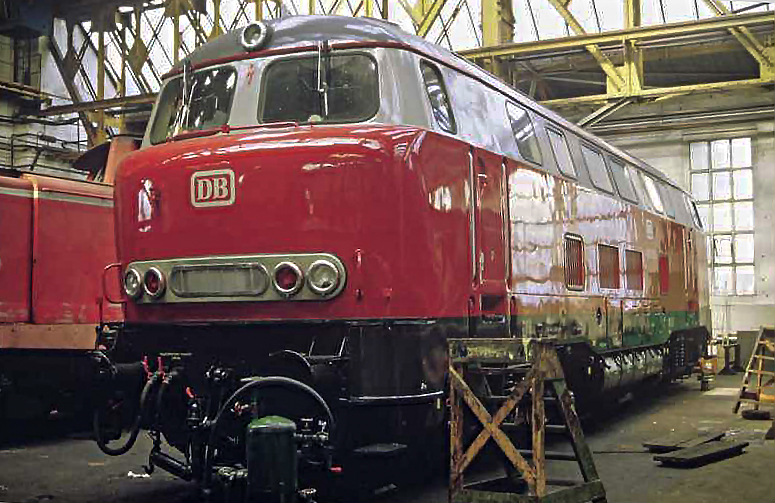
Eine V 160-Diesellokomotive im AW Bremen, 1984

Den baulichen Mittelpunkt eines Ausbesserungswerks bildet in der Regel eine große, mehrgleisige Richthalle, in der mehrere Arbeitsstände die Ausbesserung mehrerer Schienenfahrzeuge gleichzeitig erlauben. Die Arbeitsstände sind mit Hebezeugen ausgestattet, um Fahrzeuge aufbocken und die Wagenkästen von den Fahrgestellen trennen zu können. Der Richthalle angegliedert sind mechanische und elektrotechnische Werkstätten zur Aufarbeitung von Einzelteilen wie Laufwerken, Bremsarmaturen und Motoren. Dem Außenanstrich der Schienenfahrzeuge dient eine von der Richthalle abgetrennte Lackierhalle.

## Die Werke
Mit der Ausdehnung der Schienennetze der Eisenbahn ab der Mitte des 19. Jahrhunderts entstand eine Vielzahl von Ausbesserungswerken im gesamten deutschsprachigen Raum (so bei der Deutschen Reichsbahn um 1933 siebzig RAWs). Durch den Übergang vom wartungsintensiven Dampfbetrieb zur wartungsfreundlicheren elektrischen und Dieseltraktion sowie die zunehmende Rationalisierung des Werkstättenbetriebs wurde die Anzahl benötigter Ausbesserungswerke deutlich reduziert. Im Zuge der Spezialisierung betreibt die Deutsche Bahn heute ihre Ausbesserungswerke mit folgenden Schwerpunkten:
| Werk und Ort                       | Kürzel       | Zuständigkeit                                                                 |
| ---------------------------------- | ------------ | ----------------------------------------------------------------------------- |
| Weichenwerk Witten                 | EWT X        | Weichen                                                                       |
| Signalwerk Wuppertal               |              | Leit- und Sicherungstechnik                                                   |
| AW Fulda                           | FFU X        | Bremsteile von Schienenfahrzeugen                                             |
| Dampflokwerk Meiningen             | UM X         | Dampflokomotiven, historische Wagen, Schneeräumtechnik und Eisenbahndrehkräne |
| AW Cottbus                         | BCS X        | Diesellokomotiven, Instandhaltung der ICE-Züge (seit 2024)                    |
| AW Bremen                          | HB X         | Diesellokomotiven und Dieselmotoren                                           |
| AW Kassel                          | FK X         | Dieseltriebwagen                                                              |
| AW Dessau mit Außenstelle Chemnitz | LD X         | Elektrolokomotiven                                                            |
| AW Krefeld-Oppum                   | KKRO X       | Elektrotriebwagen                                                             |
| AW Nürnberg                        | NN X NNR X   | Elektrotriebwagen                                                             |
| AW Neumünster                      | AN X         | Reisezugwagen                                                                 |
| AW Wittenberge                     | WW X         | Reisezugwagen, Radsatzwerk                                                    |
| AW Paderborn-Nord                  | EPD X        | Güterwagen                                                                    |
| Hauptwerkstatt Berlin-Schöneweide  | BSWS X       | S-Bahn Berlin                                                                 |
| BW Hamburg-Ohlsdorf                | AOP X AOPS X | S-Bahn Hamburg                                                                |

Neben der Deutschen Bahn AG betreiben auch die Österreichischen Bundesbahnen, die Schweizerischen Bundesbahnen sowie größere Privatbahnen eigene Hauptwerkstätten. In Weiden, Stendal, Delitzsch, Leipzig, Kaiserslautern und Halberstadt wurden ehemalige Ausbesserungswerke der Deutschen Bahn AG und ihrer Vorgänger in private Trägerschaft überführt.
Ein privates Ausbesserungswerk in Unterhausen bei Neuburg an der Donau setzt Güterwagen instand, hauptsächlich Kesselwagen.

### Hauptwerkstätten des Nahverkehrs

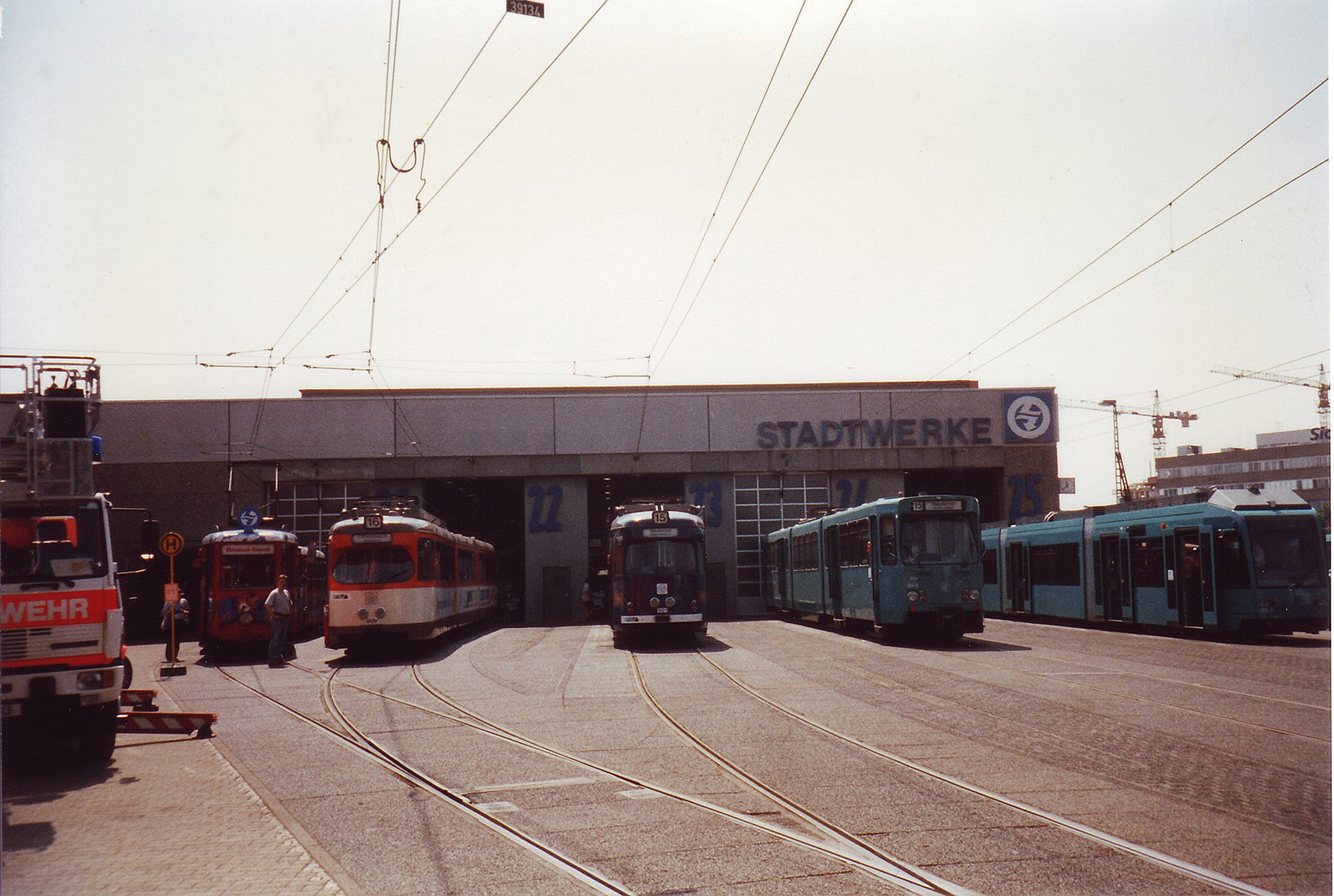
Stadtbahnzentralwerkstatt in Frankfurt-Rödelheim

Hauptwerkstätten für Schienenfahrzeuge finden sich nicht nur bei Eisenbahnen, sondern auch bei U-Bahn-, Stadtbahn- und Straßenbahnbetrieben. Aufgrund der vergleichsweise geringen Anzahl zu erhaltender Fahrzeuge sind die Hauptwerkstätten in den meisten Fällen Straßenbahnbetriebshöfen angegliedert. Ein Beispiel ist die Hauptwerkstätte der Wiener Linien, wo U-Bahn-, Straßenbahn- und Züge der Lokalbahn sowie Omnibusse erhalten und instand gesetzt werden.

### Ehemalige Ausbesserungswerke in Deutschland

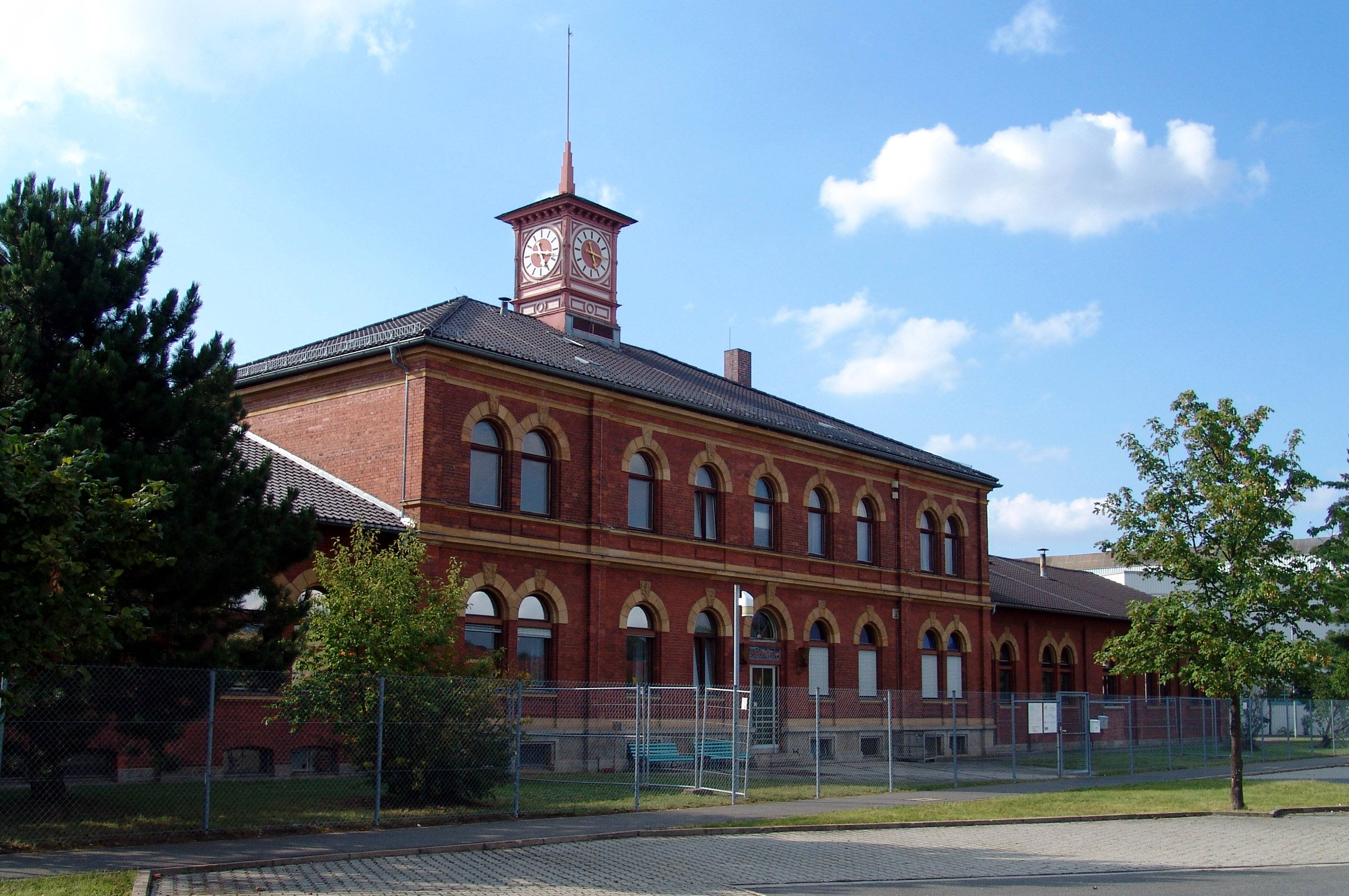
Verwaltungsgebäude des ehemaligen Ausbesserungswerks Weiden

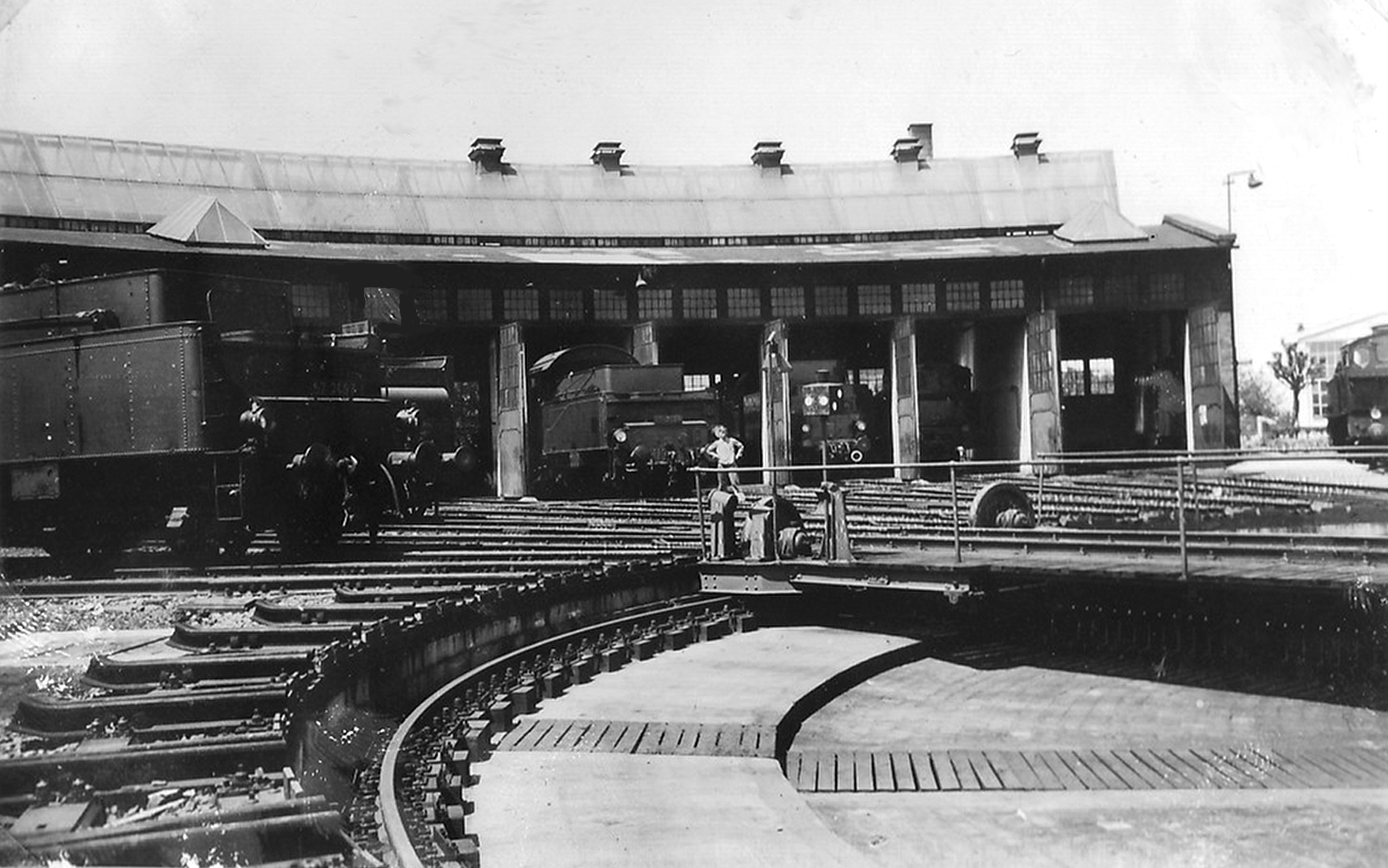
Lokschuppen im ehemaligen Raw Frankfurt-Nied im Jahr 1939

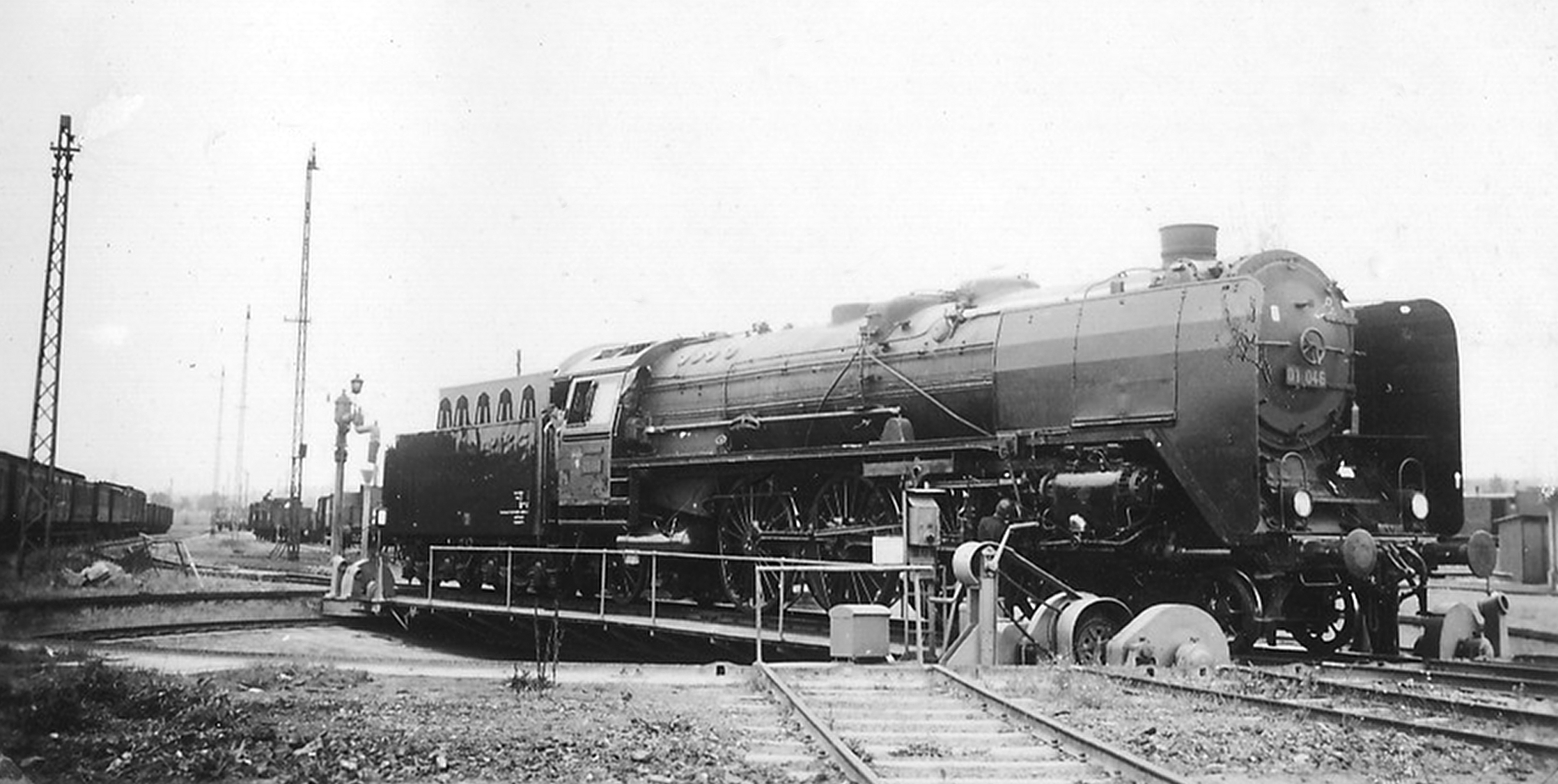
DR-Dampflok 01 046 im ehemaligen Raw Frankfurt-Nied im Jahr 1938

Neben den noch betriebenen Ausbesserungswerken hatten die Deutsche Bahn AG bzw. deren Vorgänger Ausbesserungswerke und Hauptwerkstätten an folgenden Standorten:
| - Aalen - Albrechtshof (bei Berlin) (auch Falkensee als Name genannt; nie als Raw in Betrieb) - Augsburg - Betzdorf - Berlin-Friedrichshain (nach 1950 Raw „Franz Stenzer“), hervorgegangen aus K.E.D. Berlin Hauptwerkstatt - Berlin-Grunewald - Berlin-Schöneweide (heute Werk Schöneweide der Berliner S-Bahn) - Berlin-Tempelhof - Brandenburg-West - Braunschweig - Darmstadt (Wagenwerk und Lokomotivwerk) - Delitzsch, heute SFW Schienenfahrzeugwerk Delitzsch - Dresden-Friedrichstadt - Duisburg-Wedau - Eberswalde (seit 2017 privates Ausbesserungswerk) - Esslingen am Neckar - Frankfurt am Main - Frankfurt-Nied - Friedrichshafen - Glückstadt - Görlitz-Schlauroth - Gotha - Göttingen - Greifswald (späteres Kraftwagenausbesserungswerk Kaw der DR) - Halberstadt (heute privates Aw der VIS GmbH) - Halle an der Saale - Hamburg-Harburg - Hannover-Leinhausen (inzwischen teils für Stadtbahnen der üstra) - Ingolstadt - Jena - Jülich - Karlsruhe - Karlsruhe-Durlach - Kaiserslautern - Köln-Nippes | - Karthaus - Kornwestheim - Leipzig-Engelsdorf (heute privates Aw von EuroMaint) - Limburg an der Lahn - Lingen - Lübeck - Ludwigshafen am Rhein - Magdeburg - Mainz - Malchin - Mülheim an der Ruhr: Eisenbahnausbesserungswerk Speldorf (heute Straßenbahn-Betriebshof der Mülheimer VerkehrsGesellschaft) - München (Centralwerkstätte) - München-Freimann - München-Neuaubing - Nürnberg-Austraße (ehemals Betriebswerkstätte Nürnberg Centralbahnhof, AW Nürnberg Hbf., 1952 geschlossen) - Offenburg - Oldenburg - Opladen - Osnabrück - Paderborn Hbf - Perleberg (Werkabt. von Wittenberge) - Potsdam - Recklinghausen - Regensburg - Rostock - Saarbrücken-Burbach - Schwerte (ab 1996 Aufbau eines Straßenbahnmuseums, das Projekt scheiterte letztlich im Jahr 2000) - Schwetzingen - Siegen - Stendal (heute privates Aw von Alstom) - Stuttgart-Bad Cannstatt - Stuttgart Nord - Trier - Weiden in der Oberpfalz (heute Werksteil der OWS GmbH (Oberpfälzische Waggon Service GmbH) der Knape Gruppe) - Zwickau |

## Belege
1. ↑  Kill-Kopper-Peters, Die DR und der Strafvollzug in der DDR, Klartext-Verlag, Essen, 2016.
2. ↑  Kürzel nach Richtlinie 100 für Anschrift am Fahrzeug
3. ↑  Kürzel bei bahnstatistik.de
4. ↑  DB eröffnet modernstes Instandhaltungswerk in Cottbus. Deutsche Bahn AG, 12. Januar 2024, abgerufen am 8. Mai 2025.
5. ↑  BCS: Erste Probezuführung eines ICE4 in das (R)AW Cottbus. In: drehscheibe-online.de. 27. Dezember 2023, abgerufen am 8. Mai 2025 (Forenbeitrag zum Probebetrieb im AW Cottbus).
6. ↑  1904 Pharus-Plan Berlin. In: Berliner Stadtplansammlung. Abgerufen am 29. April 2022 (Lage der K.E.D.-Werkstätten, siehe Planquadrat O8).

- Karte mit allen verlinkten Seiten:
- OSM |
- WikiMap